# Poposauridae
Poposauridae – rodzina dużych drapieżnych archozaurów z rzędu rauizuchów (Rauisuchia) żyjących w późnym triasie na terenie dzisiejszej Ameryki Północnej i Południowej. Obejmowała formy mierzące przeważnie od 2,5 do 5 m długości. Początkowo były uznawane za dinozaury z grupy teropodów – które przypominały wieloma cechami, m.in. budową czaszki i dwunożnością – jednak późniejsze analizy kladystyczne wykazały, że są one bliżej spokrewnione z krokodylami.
Wczesne analizy kladystyczne archozaurów z grupy Crocodylotarsi umieszczały w Poposauridae rodzaje: Poposaurus, Postosuchus, Teratosaurus i Bromsgroveia. Późniejsze badania wykazały, że Teratosaurus należy do Rauisuchidae. Wszystkie obecne analizy filogenetyczne klasyfikują postozucha jako rauizuchida lub członka rodziny Prestosuchidae.

## Rodzaje
| Rodzaj             | Status       | Wiek        | Miejsce          | Uwagi                                | Grafiki |
| ------------------ | ------------ | ----------- | ---------------- | ------------------------------------ | ------- |
| - †Dolichobrachium | Nomen dubium | Trias późny | Ameryka Północna |                                      |         |
| - †Effigia         | Ważny        | Trias późny | Ameryka Północna | Należała do podrodziny Shuvosaurinae |         |
| - †Poposaurus      | Ważny        | Trias późny | Ameryka Północna |                                      |         |
| - †Shuvosaurus     | Ważny        | Trias późny | Ameryka Północna | Należał do podrodziny Shuvosaurinae  |         |
| - †Sillosuchus     | Ważny        | Trias późny | Argentyna        | Należał do podrodziny Shuvosaurinae  |         |